# Paullinia correae
Paullinia correae är en kinesträdsväxtart som beskrevs av T.B. Croat. Paullinia correae ingår i släktet Paullinia och familjen kinesträdsväxter. Inga underarter finns listade i Catalogue of Life.